# Кронстедт, Карл Олаф
Карл Олаф Кронстедт, также Карл Улоф Крунстедт (швед. Carl Olof Cronstedt, 1756—1820) — шведский вице-адмирал, комендант Свеаборгской крепости и командующий Свеаборгской шхерной флотилией. После того, как в 1808 году сдал практически без боя Свеаборг российским войскам, был обвинён шведским судом в предательстве и заочно приговорён к смертной казни. Последние годы жизни, приняв российское подданство, провёл в своём имении под Хельсинки; российскими властями ему была назначена пенсия и компенсирована потеря имущества.

## Биография
Родился 3 октября 1756 года в имении Ботбю под Гельсингфорсом. Сын артиллерийского майора Юхана Габриэля Кронстедта. В деятилетнем[каком?] возрасте Кронстедт был записан в полк кронпринца Адольфа Фредрика. В 1770 году он был произведён в сержанты, в 1773 году — в прапорщики, а вскоре стал капитаном шведской шхерной флотилии.
В 1776 году Кронстедт уехал в Северную Америку, где поступил на службу в английский флот, принимал участие в кампании против североамериканских повстанцев.
По возвращении в 1779 году в Швецию Кронстедт вновь был принят на службу в шведский флот. Вскоре после начала войны с Россией он был произведён в подполковники и назначен в Штральзунд, где формировалась новая флотилия. В 1790 году он с этой флотилией прибыл в Финский залив и блестяще проявил себя 9 июля 1790 года в сражении с русским флотом под Фридрихсгамном. За отличие в этом деле он был произведён в полковники и назначен командующим шхерной флотилией в Свеаборге и генерал-адъютантом, также он был награждён орденом Меча.
В 1793 году произведён в контр-адмиралы, а в 1801 году получил чин вице-адмирала.
С самого начала русско-шведской войны 1808—1809 годов Кронстедт по-прежнему находился в Свеаборге. Когда русские войска подошли к крепости и взяли её в осаду, Кронстедт вёл себя крайне вяло и вступил в переговоры с Сухтеленом о перемирии. Получив отказ, Кронстедт, тем не менее, добровольно уступил осадному корпусу несколько островков с укреплениями на них.
Увеличивая опасения и упадок духа в гарнизоне известиями об успехах русских войск и приготовлением на льду туров, фашин, лестниц и других потребностей к приступу, русские не запрещали пропускать через свои аванпосты многочисленных выходцев из Свеаборга, в том числе и семейств коменданта и офицеров, снабжали деньгами и распускали по домам перебежчиков. Как отмечал А. И. Михайловский-Данилевский «сила золотого пороха ослабила пружину военную». Прямых доказательств о подкупе самого Кронстедта впоследствии обнаружено не было. После двухмесячной обороны, далеко не исчерпав оборонительных возможностей Свеаборга, Кронстедт подписал капитуляцию.
Сдача практически без боя крупнейшей шведской крепости в Финляндии казалась необъяснимой. После войны шведский военный суд приговорил Кронстедта и ряд высших офицеров Свеаборгского гарнизона к смертной казни, лишению дворянства, наград и имущества. Однако сам Кронстедт в это время находился уже в Санкт-Петербурге, где ему была назначена пенсия и компенсирована потеря имущества. После передачи дела Кронстедта в Королевский надворный суд, вмешался император Александр I и сослался на статьи Фридрихсгамского мирного договора, согласно которым обвинения Кронстедта в предательстве суд был вынужден оставить без рассмотрения. Сам Кронстедт принял российское подданство.
Остаток жизни Кронстедт провёл в Финляндии в своём имении Херттониеми под Гельсингфорсом, где скончался 7 апреля 1820 года.
Альфтон А. насчёт сдачи Кронстедтом Свеаборга сообщает следующее:

В окрестностях г. Бежецка, где мой отец командовал 14-м Ямбургским уланским полком, жила в 60-х годах помещица г-жа Лампе, урожденная баронесса Врангель. Она гостила с своими сестрами в Свеаборге во время войны 1808 г. в семействе генерала Кронстедта. Зная, что отец мой, как финляндец, интересуется историей Финляндии, она ему часто рассказывала про события того времени. Однажды, говорит она, сидели мы за обедом, когда ген. Кронстедту было передано письмо из Швеции. Прочитав письмо, генерал побледнел; затем заперся в своем кабинете и не выходил оттуда три дня. Через три дня вышел он, наконец, грустный и убитый, и объявил, что должен сдать Свеаборг. Письмо он уничтожил, говоря, что один принимает всю вину на себя. Впоследствии, он как будто проговорился, что получил приказание из Швеции сдать крепость, так как уже тогда было решено низложить короля Густава IV. Все это весьма вероятно, если принять в соображение ту степень нравственного разложения, в которой Швеция тогда находилась. Г-жа Лампе очень хвалила ген. Кронстедта за его прямоту и честность, и утверждала, что такой человек не был способен изменить своему долгу и присяге из-за каких-нибудь корыстных целей.— Альфтон А. Сдача Свеаборга в 1808 г. // Исторический вестник.  Историко-литературный журнал. СПб. Типография А. С. Суворина. 1889. Т. 38. С. 453

## Семья
Кронстедт был женат на Беате Софии, дочери шведского адмирала графа Антона Юхана Врангеля аф Страусса, у них было трое детей (их фамилия по-русски писалась Кронштедт):
- Хедвига-Шарлотта (1795—1868)
- Карл-Олаф (1800—1883) — губернатор Вазаской губернии, член Финляндского сената.
- Антон-Габриэль (1798—1893) — генерал-майор, тайный советник, губернатор Санкт-Михельской и Або-Бьёрнеборгской губерний.

## Награды
Шведские:
- Орден Меча, рыцарский крест (RSO1kl) (23 апреля 1781)
- Орден Меча, большой рыцарский крест с брошью в виде меча (RmstkSO1k) (9 июля 1790)
- Орден Меча, командорский крест (KSO1kl) (21 ноября 1796)
- Орден Меча, командорский крест со звездой (большой крест) (KmstkSO) (16 ноября 1799)

Российские
- Орден Святого Иоанна Иерусалимского, большой крест (1 декабря 1800)[2]